# Лаврентьева, Екатерина Александровна
Екатерина Александровна Лаврентьева (родилась 26 июня 1981 в Кандалакше) — российская саночница, выступающая в разряде натурбана, пятикратная чемпионка Европы и четырехкратная чемпионка мира, самая успешная представительница России в натурбане.

## Краткая биография
В секцию санного спорта её пригласил друг детства. Уже к 18 годам Екатерина, занимаясь усиленно санным спортом в родной Кандалакше, стала двукратной чемпионкой мира среди юниоров, дебютировав в 2000 году на чемпионате мира и добившись победы. В 2001 году она впервые выиграла Кубок мира по натурбану, выиграв два этапа, став второй на одном и добившись двух третьих мест в течение Кубка: на московском этапе, проходившем с 10 по 11 февраля 2001 на Воробьёвых горах, Екатерина сделала заявку на победу, обойдя титулованную итальянку Соню Штайнехер; на последнем этапе в австрийском Хейте Екатерина оформила свою победу после нескольких ошибок конкурентки. Тем самым Екатерина стала самой юной чемпионкой и обладательницей Кубка мира по натурбану. С 2001 года она является бессменным лидером сборной России.
Окончила Мурманский государственный педагогический университет в 2007 году.

## Достижения

### Чемпионаты мира
- Чемпионка: 2000, 2005, 2007, 2013
- Серебряный призёр: 2003, 2005, 2009, 2011
- Бронзовый призёр: 2009, 2011

### Чемпионаты Европы
- Чемпионка: 2004, 2008, 2010, 2012, 2014
- Серебряный призёр: 2002

### Юниорские турниры
- Чемпионка мира: 1999
- Чемпионка Европы: 1998, 2001
- Серебряный призёр чемпионата Европы: 2000

### Кубок мира
- Победительница: 2000/2001, 2003/2004, 2005/2006, 2006/2007, 2007/2008, 2008/2009, 2009/2010, 2010/2011, 2011/2012, 2012/2013, 2013/2014.
- Серебряный призёр: 2002/2003, 2004/2005
- Бронзовый призёр: 2001/2002
- 70 раз поднималась на подиум, одержала 50 побед.

### Государственные награды
- Почётная грамота Мурманской областной Думы (2012)
- Почётный знак «За заслуги перед городом Кандалакша» (2014)
- Знак отличия Губернатора Мурманской области «За заслуги в развитии физической культуры и спорта Мурманской области» (2014)